# Arselle alla viareggina
Le arselle alla viareggina, o nicchi alla viareggina in dialetto viareggino, è un piatto di mare tradizionalmente preparato a Viareggio. 

## Preparazione
La preparazione è analoga a quella della pasta alle arselle, con la differenza che il condimento a base di arselle, a cui si aggiunge sempre pomodoro, non viene usato per condire la pasta, ma adagiato su fette di pane tostato su cui è stato strusciato aglio.  